# Тугильська селищна адміністрація
Туги́льська селищна адміністрація (каз. Тұғыл кенттік әкімдігі, рос. Тугыльская поселковая администрация) — адміністративна одиниця у складі Тарбагатайського району Східноказахстанської області Казахстану. Адміністративний центр — селище Тугил.
Населення — 4624 особи (2021; 5306 у 2009, 7967 у 1999, 7422 у 1989).
Станом на 1989 рік існували Приозерна селищна рада (смт Приозерний, село Байтогас). 2015 року до складу адміністрації було передано територію площею 737,91 км² сусідніх сільських округів: Кабанбайського округу 550,63 км², Карасуського округу 15,49 км² та землі запасу 171,79 км².

## Склад
До складу округу входять такі населені пункти:
| Населений пункт | Старі назви | Населення, осіб (1989) | Населення, осіб (1999) | Населення, осіб (2009) | Населення, осіб (2021) |
| --------------- | ----------- | ---------------------- | ---------------------- | ---------------------- | ---------------------- |
| Байтогас, село  | -           | 485                    | 484                    | 562                    | 530                    |
| Тугил, селище   | -           | 7034                   | 7483                   | 4744                   | 4094                   |